# Batalha do Gabão
A Batalha do Gabão (em francês: Bataille du Gabon), também chamada de Campanha do Gabão (Campagne du Gabon),  ocorreu em novembro de 1940 durante a Segunda Guerra Mundial. A batalha resultou na tomada da colônia do Gabão e sua capital, Libreville, da França de Vichy pelas forças sob as ordens do General de Gaulle, e na reunião da África Equatorial Francesa na França Livre.

## Antecedentes
Em junho de 1940, a Alemanha invadiu e derrotou a França e, posteriormente, ocupou uma parte do país. Philippe Pétain estabeleceu um governo colaboracionista em Vichy para administrar territórios franceses não ocupados. Em 18 de junho, o general francês Charles De Gaulle transmitiu um apelo pelo rádio aos seus compatriotas no exterior, pedindo que rejeitassem o regime de Vichy e se juntassem ao Reino Unido na guerra contra a Alemanha e a Itália. A transmissão provocou divisão nos territórios africanos da França, onde os colonos foram forçados a escolher lados. 
Em 26 de agosto, o governador e os comandantes militares da colônia do Chade Francês anunciaram que estavam se unindo às Forças Francesas Livres de De Gaulle. Um pequeno grupo de gaullistas tomou o controle dos Camarões Franceses na manhã seguinte e, em 28 de agosto, um oficial da França Livre depôs o governador pró-Vichy do Congo Francês. No dia seguinte, o governador de Ubangi-Shari declarou que seu território apoiaria De Gaulle. A sua declaração desencadeou uma breve luta pelo poder com um oficial do exército pró-Vichy, mas no final do dia todas as colónias que formavam a África Equatorial Francesa tinham aderido à França Livre, exceto o Gabão Francês.  Na noite de 28 a 29 de agosto de 1940, o governador Georges Masson prometeu lealdade do Gabão à França Livre. Ele encontrou oposição imediata de grande parte da população francesa de Libreville e do influente e conservador bispo católico do Gabão, Louis Tardy, que era favorável às políticas antimaçonas da França de Vichy. Diante da pressão, Masson foi forçado a rescindir sua promessa.  Os simpatizantes da França Livre foram posteriormente presos pela administração colonial e aprisionados a bordo do cruzador auxiliar Cap des Palmes ou deportados para Dacar, Senegal.  De Gaulle ficou perturbado com a recusa do Gabão em juntar-se à sua causa e descreveu o seu dilema nas suas memórias: "um enclave hostil, difícil de reduzir porque dava para o oceano, foi criado no coração das nossas possessões equatoriais".  O general Edgard de Larminat declarou que o fracasso na garantia do território ameaçaria "o próprio princípio da nossa presença na África". 

## Prelúdio
Após a mobilização de Camarões em 27 de agosto, as autoridades gabonesas decidiram reforçar sua fronteira com aquela província, juntamente com o rio Ntem. Em 3 de setembro, Roger Gardet entrou em Bitam por meio de um estratagema. Sob o pretexto de necessidade médica, ele recebeu permissão do Capitão Gourvès em Bitam para cruzar a fronteira. Gourvès concordou em reunir suas tropas na França Livre somente se seu superior, o administrador-chefe de Woleu-Ntem baseado em Oyem, um certo Besson, fizesse o mesmo. Besson inicialmente recusou, mas em 5 de setembro Gardet o informou que o estava retirando do comando. Besson partiu para Camarões e no dia seguinte, 6 de setembro, as forças da França Livre chegaram a Bitam e Oyem com Pierre Roger Martocq como o novo administrador de Woleu-Ntem. 
Em 11 de setembro, Masson realizou uma reunião com seus comandantes do exército e da marinha, na qual foi decidido reforçar Mayumba. Nos dias 9 e 15 de setembro, o Coronel André Parant trouxe uma dúzia de combatentes da França Livre para Mayumba em um Potez 540. Em 15 de setembro, os reforços de Vichy chegaram ao Cap des Palmes, escoltados pelo submarino Poncelet: uma tropa de fuzileiros navais do aviso Bougainville e da defesa de Port-Gentil. Enquanto o comandante do submarino, Capitão Bertrand de Saussine du Pont de Gault, tomava café da manhã com o administrador do distrito, os Franceses Livres invadiram a residência do administrador. Após várias horas de discussões, e com os homens de Parant ocupando a cidade, Saussine foi autorizado a partir, levando consigo todos aqueles que não desejassem se juntar à França Livre. A maioria dos fuzileiros navais optou por permanecer em Mayumba. 
Em 8 de outubro, De Gaulle chegou a Douala, Camarões. Quatro dias depois, ele autorizou planos para a invasão da África Equatorial Francesa. Ele queria usar a África Equatorial Francesa como base para lançar ataques na Líbia controlada pelo Eixo. Por esta razão, ele dirigiu-se pessoalmente para norte para avaliar a situação no Chade, localizado na fronteira sul da Líbia. 

## Batalha

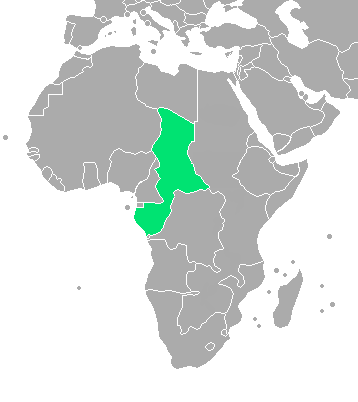
África Equatorial Francesa

Em 27 de outubro, as forças da França Livre cruzaram a África Equatorial Francesa e tomaram a cidade de Mitzic.
Em 5 de novembro, a guarnição de Vichy em Lambaréné capitulou. Enquanto isso, as principais forças da França Livre, sob o comando do General Philippe Leclerc e do Chefe de Batalhão (major) Marie-Pierre Kœnig, partiram de Douala. O seu objetivo era tomar Libreville na África Equatorial Francesa.  Os britânicos expressaram dúvidas sobre a capacidade de De Gaulle de estabelecer o controlo sobre o território de Vichy, mas acabaram por concordar em emprestar apoio naval à França Livre.  [a] O oficial da Legião Estrangeira Francesa John Hasey relatou que após os primeiros dias de luta, 150 prisioneiros foram feitos prisioneiros que se juntaram aos Franceses Livres algumas semanas depois – "Curiosamente, ninguém tentou convencê-los. Eles discutiram entre si e se juntaram voluntariamente." 
Em 8 de novembro de 1940, a chalupa HMS Milford descobriu o submarino Poncelet, seguindo a força-tarefa anglo-francesa e iniciou a perseguição. O saveiro era muito lento para interceptar o submarino, então o Almirante Cunningham ordenou que seu navio-almirante, HMS Devonshire, para lançar seu biplano Supermarine Walrus. A aeronave atingiu o submarino com duas salvas de 100 libra (massa)s (45 kg) de cargas de profundidade enquanto tentava mergulhar, danificando-o.  Foi então afundado em Port-Gentil,  com o capitão resolvendo afundar com seu navio.  As forças de Koenig desembarcaram em Pointe La Mondah na noite de 8 de novembro. Suas forças incluíam legionários franceses (incluindo a 13ª Demi-Brigada da Legião Estrangeira), tropas senegalesas e camaronesas. 
Em 9 de novembro, aeronaves Westland Lysander francesas livres operando a partir de Douala bombardearam o aeródromo de Libreville.  O aeródromo foi finalmente capturado, apesar da forte resistência encontrada pela força de Koenig em sua aproximação. As forças navais francesas livres, constituídas pelo caça-minas Commandant Dominé e pelo navio de carga Casamance  foram lideradas por Georges Thierry d'Argenlieu a bordo do aviso Savorgnan de Brazza BougainvilleBougainville na condução de operações costeiras.  De Brazza atacou e afundou seu navio irmão, o Bougainville francês de Vichy.  Libreville foi capturada em 10 de novembro. 
Em 12 de novembro, as últimas forças de Vichy em Port Gentil se renderam sem lutar. O governador Georges Masson – desesperado com suas ações – cometeu suicídio. 

## Consequências
Os Franceses Livres perderam quatro aeronaves e seis tripulantes na campanha.  Há divergências sobre o número total de perdas humanas. De Gaulle disse que "cerca de vinte" morreram na campanha. Jean-Christophe Notin afirmou que 33 pessoas foram mortas. Eliane Ebako escreveu que “dezenas” perderam a vida, enquanto Jean-Pierre Azéma disse que “cerca de cem” foram mortos.  Outro relato afirma que 35 soldados de Vichy foram mortos para 8 franceses livres. 
Em 15 de novembro, de Gaulle fez um apelo pessoal que não conseguiu persuadir a maioria dos soldados capturados de Vichy — incluindo o general Marcel Têtu — a se juntarem à França Livre. Como resultado, eles foram internados como prisioneiros de guerra em Brazzaville, no Congo Francês, durante toda a guerra. 
Com seu controle consolidado na África Equatorial, a França Livre começou a se concentrar na campanha na Líbia Italiana. De Gaulle dispensou Leclerc do seu posto nos Camarões e enviou-o para Fort Lamy, no Chade, para supervisionar os preparativos ofensivos. 
O conflito no Gabão desencadeou uma migração em massa de gaboneses para a Guiné Espanhola.  A África Equatorial Francesa cortou os seus laços com os territórios da África Ocidental controlados por Vichy e reconstruiu a sua economia em torno do comércio com as possessões britânicas próximas, nomeadamente a Nigéria.  As tensões entre as facções de Vichy e da França Livre permaneceram muito depois da invasão.  A tomada do Gabão e do resto da África Equatorial Francesa deu à França Livre uma nova legitimidade; já não era uma organização de exilados na Grã-Bretanha, pois agora tinha o seu próprio território considerável para governar. 